# Zöldhalompuszta

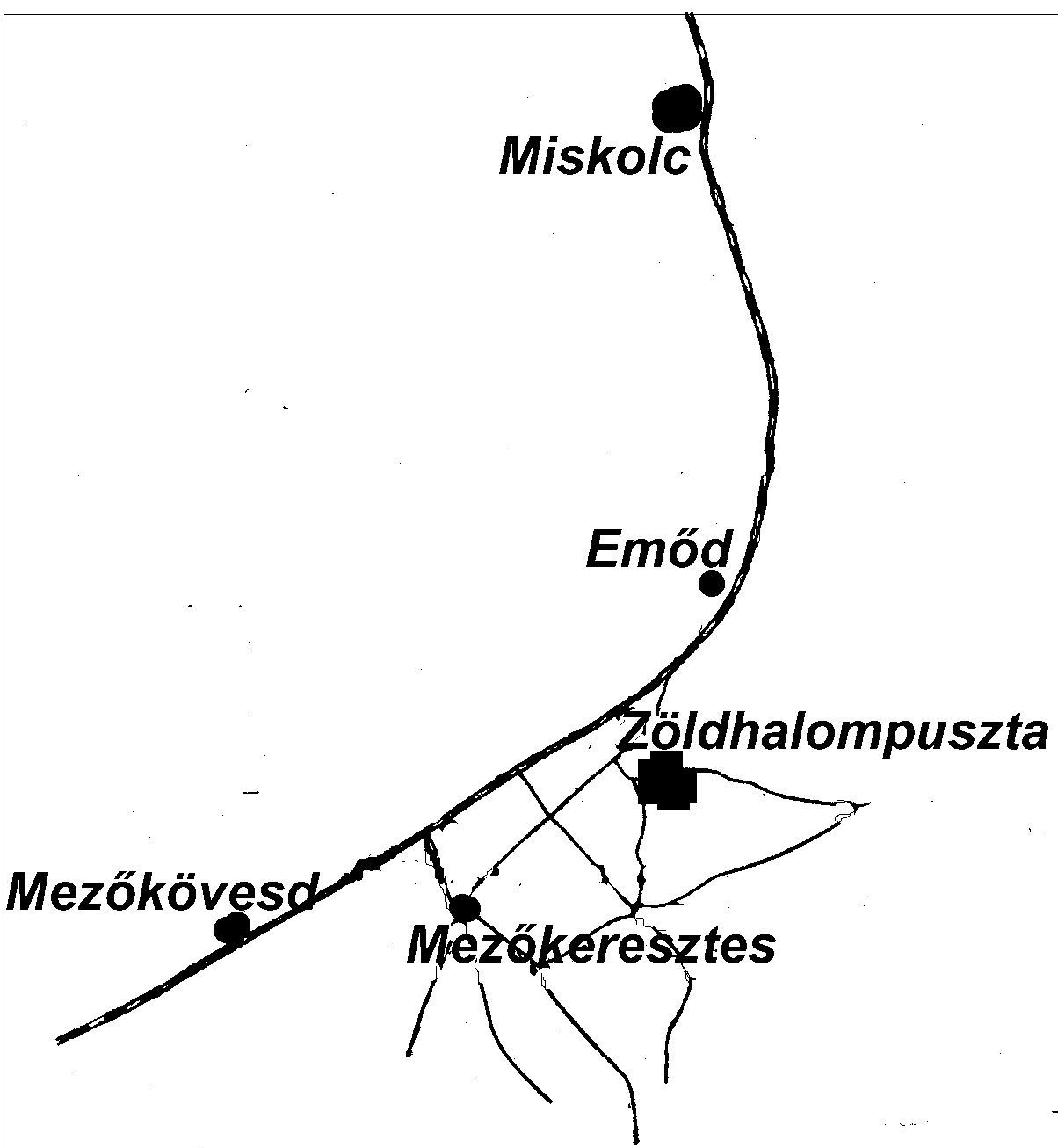
Zöldhalompuszta

## Fekvése
Borsod-Abaúj-Zemplén vármegyében, Mezőkeresztestől 10 km-re található.
1995. január 1-jéig Mezőkereszteshez tartozott, ekkor vált Csincse részévé. Az 1920-as években a Kubik-család birtoka, ezen a területen  volt a család temetkezési helye. Itt találták egy új sír kiásásakor az egyik legjelentősebb hazai szkíta leletet. Az ásatásokat 1928-ban dr. Fettich Nándor régész vezette.